# Márta
Pour les articles homonymes, voir Marta.
Pour l’article ayant un titre homophone, voir Martha.
Márta est un prénom hongrois féminin.

## Équivalent français
- Marthe

## Personnalités portant ce prénom
- Márta Balogh, handballeuse internationale hongroise.
- Márta Demeter, personnalité politique hongroise.
- Márta Egervári, gymnaste artistique hongroise.
- Márta Fábián, cymbaliste hongroise.
- Márta Grabócz, musicologue franco-hongroise.
- Márta Kurtág,  pianiste hongroise.
- Márta Károlyi, entraîneur de gymnastique.
- Márta Mészáros, réalisatrice et scénariste féministe hongroise.
- Márta Rudas, athlète hongroise spécialiste du lancer du javelot.
- Márta Sebestyén, chanteuse de musique traditionnelle hongroise.
- Márta Svéd, une mathématicienne hongroise.

- Pour l'ensemble des articles sur les personnes portant ce prénom, consulter :
  - la liste des articles dont le titre commence par ce prénom
  - les listes produites par Wikidata : Liste des personnes de prénom « Márta » — même liste en incluant les éventuels prénoms composés qui contiennent « Márta ».